# 堪萨斯河
堪萨斯河（英語：Kansas River）是美国堪萨斯州东北部的一条河流，是密苏里河的支流。